# سلطان بن ناصر الجبوري
الشيخ سلطان الجبوري (1072ه‍/1661م-1138ه‍/1725م) فقيه وعالم مسلم وخطاط ومؤلف إختص في علم القراءات.

## السيرة
جمال الدين أبو المواهب سلطان بن ناصر بن أحمد بن علي بن مرهج بن إبراهيم بن جبر بن حسين بن نجاد الجبوري، الشافعي، الخابوري المولد، البغدادي منشأً ومسكناً، ولد سنة (1072ه‍/1661م) في الخابور بالقرب من دير الزور في نواحي الجزيرة الفراتية، وصرح بنسبه المذكور اعلاه، وله اخ اسمه محمد.ثم نزح إلى الموصل، وبعدها انتقل مع والديه إلى بغداد لتلقي العلوم من كبار علمائها آنذاك حيث درس علم القرآءات على الشيخ عمر بن حسين الجبوري المتوفي سنة (1101ه‍/1689م)، والشيخ محمد، وشيخ القراء خليل الخطيب البغدادي المتوفي سنة (1138ه‍)، وحسن منصور المصري، وقرأ أيضاً القرآءات العربية ووضع فيها رسائل عدة، وتولى التدريس في المدرسة المرجانية وفي المدرسة الإسماعيلية ببغداد. لقبه معاصريه بشيخ الإسلام وسموه (سيبويه زمانه).

## دراسته وشيوخه
إنتظم في مدارس بغداد واخذ العلوم على علمائها وبرع في علوم كثيرة منها: علوم القرآن، والحديث، والمصطلح، والفقه، والعقائد، واللغة، والنحو، والوضع، والحساب، والفلك، فضلا عن الشعر، واختص في علم القراءات على يد الشيخ عمر بن حسين الجبوري، واخذ أيضًَا على يد الشيخ عبد القادر بن يحيى البصري الشامي الحجازي النجدي، وحصل منه على إجازة في القراءات سنة (1677م).
فبعد ان اتم دراسته ببغداد سافر برحلة علمية إلى بلاد الشام وعمره (28) عاما، ثم انتقل إلى مصر واخذ من عدد من علمائها ومن ابرزهم الشيخ محمد بن قاسم البقري الأزهري وشيخ القراء في جامع الأزهر وقد ألف رسالة عنوانها: العقود المجوهرة واللآليء المبتكرة، ثم سافر من مصر إلى الحجاز فادى فريضة الحج وبقي في المدينة واخذ عن علمائها ومنهم الشيخ محمد بن عبد الهادي السندي، والشيخ إبراهيم بن حسن بن شهاب الدين الكردي الكوراني الشهرزوري نزيل المدينة، ثم ترك الحجاز وعاد إلى العراق عن طريق دمشق والتقى فيها بالشيخ عبد الغني النابلسي واخذ عنه، ومن عالمها ومفتيها الشيخ محمد بن الشيخ عبد الباقي البعلبكي الدمشقي، وحصل منه على الإجازة العلمية في القراءات السبع والعشر، ثم زار القدس والتقى بعلمائها ومن ابرزهم الشيخ أبو الوفا بن عبد الصمد وغيره، ثم عاد إلى بغداد ونزل المدرسة المرجانية، مدرساً فيها، وبعدها في المدرسة الإسماعيلية، ثم في مدرسة الشيخ عبد القادر الجيلاني لفترة قصيرة. وبعدها رحل إلى الموصل والتقى بعلمائها.

## تلاميذه
من أشهر تلامذته الشيخ عبد الله بن حسين السويدي، وقد أجاز الشيخ عبد الغفور ابن الشيخ عبد الله الربتكي المدرس إجازة عامة في القراءات بعد ان تتلمذ على يد الشيخ سلطان الجبوري في الموصل.

## مؤلفاته
كان للشيخ سلطان الجبوري خزانة كتب أنشأها في داره بالكرخ اسماها الخزانة الجبورية احتوت على الكثير من الكتب والمخطوطات إضافة إلى مؤلفاته التالية:
- العقود المجوهرة واللآليء المبتكرة لشرح القواعد المقررة والفوائد المحررة في علم القراءات.
- شرح قواعد البقري في اصول القراءات السبعة.
- قواعد الإعراب في النحو.
- شرح في النحو.
- القول المبين في تكبير سنة المكيين.
- رسالة في القراءات.
- سلم الإنتفاع إلى الإمتاع بالأربعين المتباينة بشرط السماع.
- حواشي على حاشية القليوبي.
- حاشية على شرح مختصر المنتهى (للسيد الشريف الجرجاني). واعتبر هذا الكتاب من آثار الشيخ سلطان الجبوري الفنية في الخط لحسنه وضبطه وإتقانه،[4] حيث اعتبره صاحب كتاب جواهر الخطاطين من ابرز خطاطي القرن الثاني عشر.[5]

كذلك كان له إهتمام ودراية في علم الفلك والحساب حيث خط بيده كتاب أشكال التأسيس لمؤلفها شمس الدين محمد السمرقندي، ويذكر الشيخ عبد الله بن حسين السويدي اني أخذت الحساب عن أخينا (الشيخ حسين) قرأت عليه شرح الزمزمية، وعن (الشيخ سلطان) قرأت عليه وعلى غيره خلاصة الحساب للبهائي.

## الأبناء
- إبراهيم بن سلطان الجبوري
- خليل بن سلطان الجبوري
- حسين بن سلطان الجبوري وكان لابنه حسين هذا ذرية استمرت إلى اليوم، منهم رشيد ورفعت ابنا هندي الداود بن سالم بن محمد بن وعر بن حسين المذكور، ومنهم عبد الكريم بن بافي.[8]

## شقيقه
محمد بن ناصر الجبوري هو شقيق الشيخ سلطان بن ناصر الجبوري ويبدو أنه بقي في الخابور عند قدوم أخيه الشيخ سلطان إلى بغداد أو أنه جاء معه ثم عاد بعد فترة للخابور.
حيث أن المصادر تخبرنا ان لمحمد بن ناصر الجبوري، حفيد أسمه الملا محمد الجبوري، وجاء ذلك الخبر خلال الحديث عن مسجد أقامه في بغداد حمل أسمه مسجد الملا محمد الجبوري ويقع في جانب الرصافة من بغداد في محلة باب الآغا، عن يمين الذاهب إلى الباب الشرقي. وكانت وزارة الأوقاف العراقية قد أقامت بناية أعدتها لتكون مكتبة الأوقاف العامة، فوق هذا المسجد، وذلك في أخريات سنة 1926 م. وجرى الإحتفال بافتتاحها سنة 1928 م. وبقيت فيها حتى عام 1932 م.
وملا محمد هو من أهل الخابور في دير الزور، نزح إلى العراق في مقتبل عمره لطلب العلم، وكانت مدينة السليمانية من حواضر المعارف والعلوم الشرعية في القرنين الماضيين، ألقى عصا الترحال في إحدى مدارسها ومكث فيها سنين عدة، وبعدها انتقل إلى بغداد واقام في هذا المسجد، وتوفي فيها سنة 1185 ه‍، وله بعض الآثار المخطوطة في علوم الشريعة والعربية عند ذريته في السليمانية.
ويتصل نسب الملا محمد الجبوري بالسيد ناصر بن أحمد والد الشيخ جمال الدين سلطان بن ناصر الجبوري الخابوري الشافعي، مدرس الحضرة القادرية والمتوفي سنة 1138 ه‍-1725 م.
وهو (الملا محمد) ابن ملا سليمان بن عيد بن شاوي بن شعنون بن ذيب بن حسين بن (محمد) بن ناصر بن أحمد بن علي بن المرهج بن إبراهيم بن جبر بن حسين بن نجاد بن عامر بن بشر بن جبارة بن جبر.
والشيخ سلطان بن ناصر بن أحمد بن علي بن مرهج بن إبراهيم بن جبر بن حسين بن نجاد بن عامر بن بشر بن جبارة بن جبر.

## ذرية الملا محمد
إسماعيل، وأحمد، إبنا فرج بن أحمد بن ماجد بن الملا محمد، ويسكنان قرية الجرف ناحية الحمدانية لواء الموصل.
وللملا محمد أخ أسمه الملا أحمد، ومن ذريته اليوم، حسن، وعبد الكريم أبناء الملا مجيد بن الملا خميس بن حمد بن الملا أحمد.
وعبد المحسن بن الشهيد عبد الله الجبوري (1922-1959م) قائممقام قضاء دهوك سابقا، ومقدم الشرطة عبد الجبار الجبوري أبناء حسن بن عبيد بن صالح بن الملا أحمد.
وأغلب أفراد هذه الأسرة لهم إشتغال في الفقه والعلم والأدب حتى بعض النساء منها. أمثال، الخنساء، وعدلة، وآمنة، بنات الملا محمد المذكور.
والسيد صالح، خطاط بارع، ومن آثاره، نسخة بخطه من المصحف الشريف، موجودة الآن في الموصل، في خزانة السيد حسن بن عبيد.

## وفاته
توفي الشيخ سلطان الجبوري سنة (1138 ه‍/1725م) أو (1726 م)، في طريقه إلى الحج بين العراق والحجاز ودفن في القصيم في مدينة بريدة في السعودية.